# NGC 6456
NGC 6456 је елиптична галаксија у сазвежђу Змај која се налази на NGC листи објеката дубоког неба.
Деклинација објекта је + 67° 35' 32" а ректасцензија 17h 42m 31,7s. Привидна величина (магнитуда) објекта NGC 6456 износи 14,7 а фотографска магнитуда 15,7. NGC 6456 је још познат и под ознакама CGCG 322-4, CGCG 321-34, PGC 60729.